# Wenzel Parler
Wenzel Parler (* vor 1360 vermutlich in Prag; † 1404 in Wien) war einer der bedeutendsten Dombaumeister und Bildhauer aus der Parler-Dynastie, Sohn von Peter Parler. Er wirkte u. a. in Prag, Nördlingen und Wien.
Das erste Wirken Wenzel Parlers lässt sich in der 2. Hälfte der 1370er Jahre in Prag nachweisen, wo er mindestens bis 1392 (möglicherweise aber nicht durchgehend) wirkte und maßgeblich am Bau des Veitsdoms beteiligt war. Er ist in Prag als Ingegnere Venceslao da Praga nachgewiesen. Spätestens 1398, als sein jüngerer Bruder Johann Parler der Jüngere die Dombauleitung übernahm, hatte er Prag verlassen. Danach war er vermutlich am Bau der St.-Salvator-Kirche in Nördlingen tätig. Ab 1400 tauchte er als Steinmetz in der Stephanskirche in Wien auf, wo er 1403 Dombaumeister wurde. Von dort wollten ihn italienische Gesandte nach Mailand abwerben, wo er Baumeister am Dom werden sollte. In Mailand war ab 1392 ein Henrico parlér da Gamodia (Gmünd) nachgewiesen, möglicherweise Heinrich Parler d. J. (Heinrich von Gmünd), ein Cousin Wenzel Parlers. Wenzel kam nicht mehr als Baumeister nach Mailand, er starb 1404.
Die Identität der Dombaumeister in Prag und Wien ist nicht restlos gesichert. Wenzel war zu jener Zeit ein häufiger Name in Böhmen und Süddeutschland, und Parler leitet sich von Parlier (heute Polier) ab, was so viel bedeutet wie Bauleiter. Die zeitliche Abfolge sowie deutliche stilistische Parallelen zwischen dem Prager Veitsdom und dem Wiener Stephansdom machen eine gemeinsame Identität wahrscheinlich.